# 1. Lig 2017
La 1. Lig 2017 è la 12ª edizione del campionato di football americano di primo livello, organizzato dalla TBSF.

## Squadre partecipanti
| Club                | Città    | Stadio | Sponsor ufficiale | Risultato nella stagione 2016 |
| ------------------- | -------- | ------ | ----------------- | ----------------------------- |
| Boğaziçi Sultans    | Istanbul |        |                   |                               |
| Gazi Warriors       | Ankara   |        |                   |                               |
| Hacettepe Red Deers | Ankara   |        |                   |                               |
| ITÜ Hornets         | Istanbul |        |                   |                               |
| Koç Rams            | Istanbul |        |                   |                               |
| ODTÜ Falcons        | Ankara   |        |                   |                               |
| Sakarya Tatankaları | Sakarya  |        |                   |                               |
| Yeditepe Eagles     | Istanbul |        |                   |                               |

## Stagione regolare

### Calendario

#### 1ª giornata
| 19 febbraio 2017 | Boğaziçi Sultans | 7 – 13 | Yeditepe Eagles |  |

| 19 febbraio 2017 | Gazi Warriors | 0 – 30 | Sakarya Tatankaları |  |

| 19 febbraio 2017 | ITÜ Hornets | 7 – 35 | Koç Rams |  |

| 19 febbraio 2017 | ODTÜ Falcons | 46 – 21 | Hacettepe Red Deers |  |

#### 2ª giornata
| 5 marzo 2017 | Boğaziçi Sultans | 14 – 21 | ITÜ Hornets |  |

| 5 marzo 2017 | Hacettepe Red Deers | 16 – 6 | Gazi Warriors |  |

| 5 marzo 2017 | ODTÜ Falcons | 6 – 49 | Koç Rams |  |

| 5 marzo 2017 | Yeditepe Eagles | 6 – 49 | Sakarya Tatankaları |  |

#### 3ª giornata
| 12 marzo 2017 | Gazi Warriors | 6 – 14 | ODTÜ Falcons |  |

| 12 marzo 2017 | Hacettepe Red Deers | 13 – 20 | Yeditepe Eagles |  |

| 12 marzo 2017 | Sakarya Tatankaları | 34 – 7 | ITÜ Hornets |  |

| 12 marzo 2017 | Koç Rams | 41 – 34 | Boğaziçi Sultans |  |

#### 4ª giornata
| 26 marzo 2017 | ITÜ Hornets | 35 – 9 | Hacettepe Red Deers |  |

| 26 marzo 2017 | ODTÜ Falcons | 6 – 30 | Boğaziçi Sultans |  |

| 26 marzo 2017 | Sakarya Tatankaları | 15 – 42 | Koç Rams |  |

| 26 marzo 2017 | Yeditepe Eagles | 17 – 6 | Gazi Warriors |  |

#### 5ª giornata
| 2 aprile 2017 | Boğaziçi Sultans | 16 – 23 | Sakarya Tatankaları |  |

| 2 aprile 2017 | Gazi Warriors | 0 – 30 | ITÜ Hornets |  |

| 2 aprile 2017 | ODTÜ Falcons | 6 – 26 | Yeditepe Eagles |  |

| 2 aprile 2017 | Koç Rams | 35 – 0 (a tavolino) | Hacettepe Red Deers |  |

#### 6ª giornata
| 7 maggio 2017 | Gazi Warriors | 14 – 48 | Koç Rams |  |

| 7 maggio 2017 | Hacettepe Red Deers | 0 – 35 (a tavolino) | Boğaziçi Sultans |  |

| 7 maggio 2017 | Sakarya Tatankaları | 38 – 0 | ODTÜ Falcons |  |

| 7 maggio 2017 | Yeditepe Eagles | 17 – 20 | ITÜ Hornets |  |

#### 7ª giornata
| 14 maggio 2017 | Boğaziçi Sultans | 40 – 0 | Gazi Warriors |  |

| 14 maggio 2017 | ITÜ Hornets | 50 – 0 | ODTÜ Falcons |  |

| 14 maggio 2017 | Sakarya Tatankaları | 35 – 0 (a tavolino) | Hacettepe Red Deers |  |

| 14 maggio 2017 | Koç Rams | 39 – 7 | Yeditepe Eagles |  |

### Classifica
Le classifiche della regular season sono le seguenti:
- PCT = percentuale di vittorie, G = partite giocate, V = partite vinte,  P = partite perse, PF = punti fatti, PS = punti subiti

| Pos. | Squadra             | PCT   | G | V | N | P | PF  | PS  |
| ---- | ------------------- | ----- | - | - | - | - | --- | --- |
| 1    | Koç Rams            | 1.000 | 7 | 7 | 0 | 0 | 289 | 83  |
| 2    | Sakarya Tatankaları | .857  | 7 | 6 | 0 | 1 | 194 | 80  |
| 3    | ITÜ Hornets         | .714  | 7 | 5 | 0 | 2 | 170 | 109 |
| 4    | Yeditepe Eagles     | .571  | 7 | 4 | 0 | 3 | 115 | 110 |
| 5    | Boğaziçi Sultans    | .429  | 7 | 3 | 0 | 4 | 176 | 104 |
| 6    | ODTÜ Falcons        | .286  | 7 | 2 | 0 | 5 | 78  | 220 |
| 7    | Hacettepe Red Deers | .143  | 7 | 1 | 0 | 6 | 59  | 212 |
| 8    | Gazi Warriors       | .000  | 7 | 0 | 0 | 7 | 32  | 195 |

## Playoff

### Tabellone
|  | Semifinali          | Semifinali          | Semifinali          |                     |          | XII Final            | XII Final            | XII Final            |  |
|  |                     |                     |                     |                     |          |                      |                      |                      |  |
|  | Koç Rams            | Koç Rams            | 17                  |                     |          |                      |                      |                      |  |
|  | Koç Rams            | Koç Rams            | 17                  |                     |          |                      |                      |                      |  |
|  | Yeditepe Eagles     | Yeditepe Eagles     | 16                  |                     |          |                      |                      |                      |  |
|  | Yeditepe Eagles     | Yeditepe Eagles     | 16                  |                     | Koç Rams | Koç Rams             | 56                   |                      |  |
|  |                     |                     |                     |                     | Koç Rams | Koç Rams             | 56                   |                      |  |
|  |                     |                     | Sakarya Tatankaları | Sakarya Tatankaları | 14       |                      |                      |                      |  |
|  | Sakarya Tatankaları | Sakarya Tatankaları | Sakarya Tatankaları | Sakarya Tatankaları | 14       | 31                   |                      |                      |  |
|  | Sakarya Tatankaları | Sakarya Tatankaları |                     |                     |          | 31                   |                      |                      |  |
|  | ITÜ Hornets         | ITÜ Hornets         | 20                  |                     |          | Finale 3º - 4º posto | Finale 3º - 4º posto | Finale 3º - 4º posto |  |
|  | ITÜ Hornets         | ITÜ Hornets         | 20                  |                     |          |                      |                      |                      |  |
|  |                     |                     |                     |                     |          |                      |                      |                      |  |
|  |                     |                     |                     |                     |          | Yeditepe Eagles      |                      |                      |  |
|  |                     |                     |                     |                     |          |                      |                      |                      |  |
|  |                     |                     |                     |                     |          | ITÜ Hornets          |                      |                      |  |

### Semifinali
| 27 maggio 2017 | Sakarya Tatankaları | 31 – 20 | ITÜ Hornets |  |

| 27 maggio 2017 | Koç Rams | 17 – 16 | Yeditepe Eagles |  |

### Finale 3º - 4º posto
| 2017 | Yeditepe Eagles | – | ITÜ Hornets |  |

### XII Final
| 15 giugno 2017 | Koç Rams | 56 – 14 | Sakarya Tatankaları |  |

## Verdetti
- Koç Rams Campioni della Turchia 2017